# Arcadia (Metro de Los Ángeles)
Arcadia es una estación en la línea A del Metro de Los Ángeles y es administrada por la Autoridad de Transporte Metropolitano del Condado de Los Ángeles. La estación se encuentra localizada en Arcadia, California.

## Servicios
- Metro Local: 79, 487
- Foothill Transit: 187
- Arcadia Transit
- City of Arcadia Shuttle